# Galaxias maculatus
Galaxias maculatus és una espècie de peix teleosti de la família Galaxiidae.
Es troba distribuït a l'àrea circumpolar antàrtica, a l'Argentina, Xile, Austràlia, Nova Zelanda, Tasmània, Illes Chatham, Illes Malvines.